# Batalla de Morat
La batalla de Morat (o de Murten) fue un enfrentamiento militar de las guerras de Borgoña librado el 22 de junio de 1476 entre el Ducado de Borgoña y la Confederación Helvética con el apoyo de Francia en Murten. Resultó en una completa victoria de los suizos sobre los borgoñeses.

## Antecedentes
Tras su derrota en Grandson, el duque borgoñón, Carlos el Temerario, se retiró con 12 000 sobrevivientes a Lausana. Ahí decidió avanzar sobre Berna, reconstruyó su artillería y trajo 8000 refuerzos saboyanos, aliados flamencos y mercenarios ingleses e italianos. Para hacer más maniobrables sus tropas, las dividió en cuatro cuerpos, cada uno organizado en dos líneas de batalla, cada una de las cuales estaba formada por infantería con arqueros en retaguardia y un escuadrón de jinetes en cada flanco.
El 27 de mayo tomó el camino de Berna y el 11 de junio comenzó el asedio de Murten, pero este pueblo estaba fuertemente fortificado, con una gran guarnición y a las orillas del lago homónimo. Desde su campamento el duque lanzó ataques contra Gümmenen y Laupen, por donde se podía cruzar el río Saane e invadir Suiza. Ante la amenaza, los confederados movilizaron sus fuerzas. Su ejército incluía los tradicionales piqueros, armados con lanzas de 6 metros de largo con las que habían derrotado numerosas veces a la caballería pesada, una poderosa caballería provista por sus aliados Segismundo de Carintia y Austria Anterior y Renato II de Lorena, así como contingentes de infantes alsacianos, loreneses y suabos. Renato había aprovechado la distracción de Carlos para reconquistar Vaudemont el 14 de abril.

## La batalla
El 21 de junio, los borgoñones tenían rodeada la ciudad mediante un campamento en semicírculo, cuando los suizos llegaron al borde de un bosque denso llamado Galmwald, que les separaba del enemigo. El duque salió con su ejército en formación de batalla para hacerles frente, pero como los confederados no se movieron, decidió dejar una guardia protegiendo el campamento y el bosque. La defensa borgoñona se apoyaba en una empalizada llamada Grünhag y contaba con 3000 soldados (2000 arqueros y pistoleros y 1200 jinetes), y el resto de la tropa volvió al campamento. Los suizos se organizaron en tres cuerpos: la vanguardia o Vorhut en el ala derecha (2500 piqueros y otro tanto de arqueros y pistoleros) con la mayoría de la caballería, el centro o Gewalthaufen (12 000 alabarderos) y una reserva o Nachhut a la izquierda (7000 infantes). Al atardecer del día siguiente, los confederados atacaron. La reserva suiza fue detenida por la artillería y los arqueros enemigos, pero el centro penetró en las defensas. La caballería de sus aliados cortó la retirada enemiga por el norte y el desastre fue completo. Los suizos no hicieron prisioneros. Carlos había subestimado a sus enemigos y no pudo reorganizar a sus fuerzas, sólo pudo observar cómo sus hombres eran rodeados y empezaba la masacre. Los borgoñones fueron empujados al lago y muchos se ahogaron por el peso de sus armaduras.

## Consecuencias
El duque Carlos consiguió huir a duras penas, pero había perdido un tercio de su ejército y toda la artillería. Tras la derrota fue abandonado por sus aliados, la duquesa Yolanda Luisa de Saboya y el duque Galeazo María Sforza de Milán, y el rey Luis XI de Francia aprovechó rápidamente su debilidad.
Carlos buscó venganza contra Renato un año más tarde, solo para perder la vida en la batalla de Nancy. Tras esta victoria, la infantería suiza adquirió un enorme prestigio en toda Europa.